# Comuna Ciovno-Fedorivka, Zinkiv
Ciovno-Fedorivka (în ucraineană Човно-Федорівка) este o comună în raionul Zinkiv, regiunea Poltava, Ucraina, formată din satele Babanske, Ciovno-Fedorivka (reședința), Klîmenkî, Kolcenkî, Lavrînți, Mîsîkî, Pruhlî, Voloșkove și Zaiikî.

## Demografie
Componența lingvistică a comunei Ciovno-Fedorivka
     Ucraineană (94,1%)
     Rusă (3,56%)
     Alte limbi (0,11%)
Conform recensământului din 2001, majoritatea populației comunei Ciovno-Fedorivka era vorbitoare de ucraineană (94,1%), existând în minoritate și vorbitori de rusă (3,56%).